# 利马涅
利马涅（法語：Limagne，法語發音：[limaɲ] ⓘ）是法国的一个传统地区，是奥弗涅地区中部的一个大型平原，位于阿列河谷，中央高原边缘，主要位于多姆山省。